# 갈랑틴

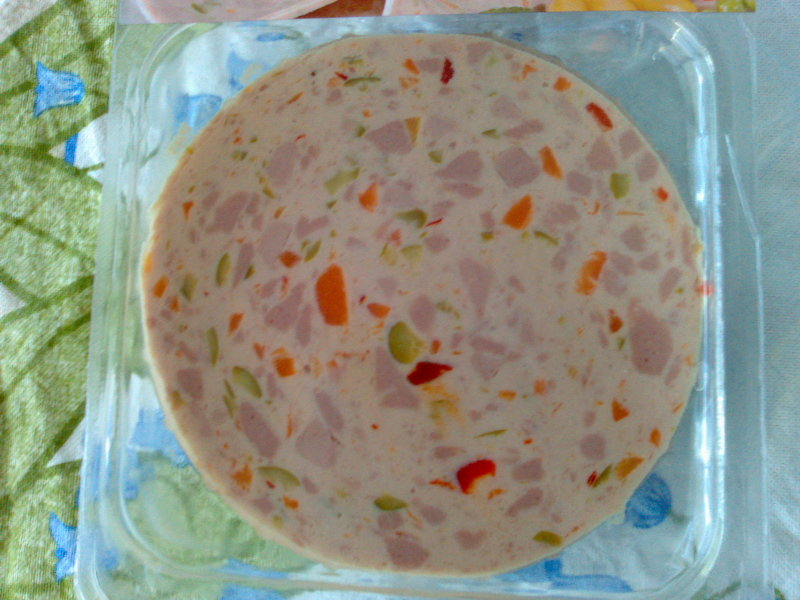
갈랑틴

갈랑틴(프랑스어: galantine)은 닭이나, 오리 속에 다진 고기와 양념을 채워서 삶거나 찐 전통 프랑스 요리이다.

## 조리 순서
1. 주재료의 뼈를 추려내고 얇게 편다.
2. 여기에 소금, 후추가루를 뿌린다.
3. 다진 쇠고기, 빵가루, 달걀 등을 첨가하여 골고루 펴서 돌돌 말아 통 모양을 만들고 무명실로 묶어 고정시킨다.
4. 얇은 보자기에 싸서 찌거나 삶는다.
5. 다 삶아지면 실을 풀고 냉각시켜서 알맞은 두께로 썬다.

## 같이 보기
- 소를 넣은 음식 목록
- 테린